# سونامی عشق
سونامی عشق (THE TSUNAMI OF LOVE) نام یک آلبوم موسیقی به سبک «جز» است که شامل ۱۰ قطعه موسیقی به نام‌های «برگهای پاییزی»، «سنگ صبور»، «تنهایی»، «نگرانم»، «برگرد خونه»، «بخشیدمت»، «دلم تنگه»، «درگیر من نشو»، «این ترانه» و «تنهایی (تکنوازی)» است. این آلبوم موسیقی به آهنگسازی و تنظیم ایمان جعفری پویان، با نام هنری «ایمی جی» است. این آلبوم موسیقی در فروردین سال ۱۳۹۵ توسط «نشر جوان» منتشر شد. این اثر دارای کد کتابخانه ملی به شماره «۱۶۶۱۸و» می‌باشد.

## دست‌اندرکاران
- علی جعفری پویان (ویلن)
- فیروز ویسانلو، مهدی بیکوردی (گیتار)
- علیرضا خورشیدفر (سوت)
- سامان حیدر‌خانی، رضا تاجبخش (پیانو، کیبورد)
- بابک ریاحی‌پور، علی شقاقی (گیتار باس)
- مسعود همایونی، شایان مجیدی و مازیار احمد‌پور (گیتار الکتریک)
- رضا تاجبخش، احمد میرمعصومی و احسان غلامی (درامز)
- حسین شریفی (ترومبون)
- حسن فراهانی (ترومپت، فلوگل‌هورن)
- ایمان جعفری پویان (ساکسیفون، کلارینت)
- احمد میر‌معصومی (میکس و مسترینگ)